# Seznam ameriških fotografov
Seznam ameriških fotografov.

## A
James Abbe - Berenice Abbott - Sam Abell - George W. Ackerman - Birt Acres - Ansel Easton Adams - Eddie Adams (fotograf) - Robert Adams - Shelby Lee Adams - Edwin Tappan Adney - Jack Aeby - Carl Akeley - Johnny Alterman - Jeff Thomas Alu - Diane Arbus - Eve Arnold (1912-2012) - Bill Aron - Ellen Auerbach - Alice Austen - Richard Avedon -

## B
Balazsy - Roger Ballen - Lewis Baltz - Tina Barney - George Barris (fotograf) - Bruce Bellas - E. J. Bellocq - Samuel Bemis - H. H. Bennett - James Bidgood - James Wallace Black - Nadine Blacklock - Henry Peter Bosse - Jack E. Boucher - Margaret Bourke-White - Mathew Brady - Vicky Brago-Mitchell - Horace Bristol - 

## C
Robert Capa - Dean Chamberlain - Dickey Chapelle - Peter Christopherson - Charles M. Conlon - Chim (David Seymour) - William Christenberry - Carolyn Cole - Teju Cole - Gregory Crewdson - Imogen Cunningham - Asahel Curtis - Edward S. Curtis - Nigel Barker

## D
Adam Dalziel - F. Holland Day - Edgar de Evia - Terry Deglau - Jack Delano - John Derek - Steve Diet Goedde - Bill Dobbins - John William Draper - Michel duCille - Jeff Dunas -

## E
Thomas Eakins - Hugh Edwards - William Eggleston - Clay Enos - Elliott Erwitt - Walker Evans -

## F
Chris Faust - Andreas Feininger - George Fiske - Sean Flynn - Fernand Fonssagrives - Michael Forsberg - Robert Frank - Donavan Freberg - Lee Friedlander - Sy Friedman - Eva Fuka

## G
Neville Garrick - Jill Gibson - Tim N. Gidal - Laura Gilpin - Anthony Goicolea - Nan Goldin - Luther Goldman - William P. Gottlieb - Martin Gray - Stanley Greene - Timothy Greenfield-Sanders - Athen Grey - (Bogdan Grom) - Bob Guccione -

## H
Philippe Halsman - Charles »Teenie« Harris - Alfred A. Hart - Emily Spencer Hayden - Lewis Hine - John Hoagland - Chris Hondros - Dwight Hooker - Nan Hoover - Horst P. Horst - George Hoyningen-Huene - Fred Hultstrand - George Hurrell -

## I
Walter Iooss - 

## J
William Henry Jackson - Charles Fenno Jacobs - William Nicholson Jennings - Leslie Jones -

## K
Art Kane - Mary Morgan Keipp - Amber Rose Kelly - Nick Koudis - Ed Krebs - Les Krims - Barbara Kruger - Justine Kurland -

## L
Dorothea Lange - Gilles Larrain - Clarence John Laughlin - George R. Lawrence - Joseph Nisbet LeConte - 
Nina Leen - Annie Leibovitz - Neil Leifer - Jack Leigh - Linnea Lenkus - Helen Levitt - Bob Lilly - O.Winston Link - Jacqueline Livingston - Walter Lubken - Stephan Lupino (Ivan Lepen) - George Platt Lynes - Danny Lyon - Nathan Lyons

## M
Alex MacLean - Jena Malone - Sally Mann - Robert Mapplethorpe - Mario Sorrenti - Marion Ettlinger - Mary Ellen Mark (1940-2025) - Christy Marx - Will McBride - Linda McCartney - Ryan McGinley - Ralph Eugene Meatyard - Susan Meiselas - Joel Meyerowitz - Duane Michals - Lee Miller - Inge Morath - Bruce Mozert - Carl Mydans -

## N
James Nachtwey - Arnold Newman - Richard Nickel - Carrie Nuttall - 

## O
Catherine Opie - 

## P
Gordon Parks - Irving Penn - Otto Perry - Richard Prince - 

## R
Holly Randall - Suze Randall - Man Ray - H. Reid - Terry Richardson - Jacob Riis - Herb Ritts - Manuel Rivera-Ortiz - Joe Rosenthal - Galen Rowell - Andrew J. Russell - 

## S
Dale Sanders (fotograf) -
Napoleon Sarony -
Charles Roscoe Savage -
Francesco Scavullo - Steve Schapiro -
Jana Schneider - Julius Shulman (1910-2009) -
Arthur E. Scott -
Andres Serrano -
Charles Sheeler -
Aaron Siskind -
Sandy Skoglund -
Moneta Sleet -
W. Eugene Smith -
Edward Steichen -
Bert Stern -
Steve McCurry -
Steven Lippman -
Alfred Stieglitz -
Paul Strand -
Roy Stryker -
Roy Stuart -
Jock Sturges -
Joseph Szabo -
John Szarkowski -

## T
Edwin Way Teale - Spencer Tunick -

## U
Jerry Uelsmann - 

## V
James Van Der Zee - Carl Van Vechten - 

## W
Carleton Watkins - Bruce Weber - Guy Webster - Weegee - Edward Weston - John Adams Whipple - Charlie White - John H. White - Minor White - Hannah Wilke - Garry Winogrand - Joel-Peter Witkin - Art Wolfe

## Y
Bunny Yeager -
Jan Yoors -

## Z
David Drew Zingg - 